# Рощино (Каргапольский район)
Рощино — деревня в Каргапольском районе Курганской области. Входит в состав Чашинского сельсовета.

## Географическое положение
Расположено на южном берегу озера Штанное; в 29 км (34 км по автодороге) к востоку от посёлка Каргаполье; в 59 км (67 км по автодороге) к северо-западу от города Кургана.

## История
Решением Курганского облисполкома № 267 от 29 июля 1963 года деревня Штанное Чашинского сельсовета переименован в деревню Рощино.
5 июня 1964 года Указом Президиума ВС РСФСР деревня Штанное переименована в Рощино.

## Население
| 1989 | 2002 | 2010 |
| ---- | ---- | ---- |
| 42   | →42  | ↘35  |

Национальный состав
- По переписи населения 2002 года проживало 42 человека, из них русские — 91 %.